# Фіона Макдональд
Фіона Макдональд  (англ. Fiona MacDonald, 9 грудня 1974) — британська керлінгістка, олімпійська чемпіонка.

## Виступи на Олімпіадах
| Олімпіада           | Дисципліна | Місце |
| ------------------- | ---------- | ----- |
| Солт-Лейк-Сіті 2002 | керлінг    | 1     |

## Зовнішні посилання
- Досьє на sport.references.com [Архівовано 22 жовтня 2012 у Wayback Machine.]